# Lądowisko Grudziądz-Szpital im. dr. Władysława Biegańskiego
Lądowisko Grudziądz-Szpital im. dr. Władysława Biegańskiego – lądowisko sanitarne w Grudziądzu, w województwie kujawsko-pomorskim, położone przy ul. Rydygiera 15/17. Przeznaczone jest do wykonywania startów i lądowań śmigłowców sanitarnych i ratowniczych w dzień i w nocy o dopuszczalnej masie startowej do 5700 kg. Położone na specjalnych palach 5,7 m nad ziemią. Pod lądowiskiem znajduje się parking.
Oficjalne otwarcie lądowiska odbyło się 27 października 2010. Na uroczystość otwarcia przybył prezydent Bronisław Komorowski.
Zarządcą lądowiska jest Regionalny Szpital Specjalistyczny im. dr. Władysława Biegańskiego w Grudziądzu. W roku 2011 lądowisko zostało wpisane do ewidencji lądowisk Urzędu Lotnictwa Cywilnego pod numerem 65.
Całkowity koszt inwestycji wyniósł 4 656 068,51 zł. Projekt otrzymał 85% dofinansowania w ramach unijnego Programu Operacyjnego Infrastruktura i Środowisko.
Wcześniej do lądowania helikopterów wykorzystywano murawę stadionu miejskiego Olimpia.